# Eukoenenia maroccana
Espèce
Eukoenenia maroccana est une espèce de palpigrades de la famille des Eukoeneniidae.

## Distribution
Cette espèce est endémique du Maroc. Elle se rencontre dans la grotte Kef Aziza dans la province d'Errachidia.

## Description
Les mâles mesurent de 1,604 à 1,725 mm et les femelles de 1,115 à 1,866 mm.

## Étymologie
Son nom d'espèce lui a été donné en référence au lieu de sa découverte, le Maroc.

## Publication originale
- Barranco & Mayoral 2007 : A new species of Eukoenenia (Palpigradi, Eukoeneniidae) from Morocco. Journal of Arachnology, vol. 35, no 2, p. 318-324 (texte intégral).